# Naturschutzgebiet Kohlbrüche
Das Naturschutzgebiet Kohlbrüche mit einer Größe von 13,6 ha liegt nordwestlich von Sundern (Sauerland). Das Gebiet wurde 1993 mit dem Landschaftsplan Sundern durch den Kreistag des Hochsauerlandkreises erstmals als Naturschutzgebiet (NSG) mit einer Flächengröße von 4,7 ha und mit acht Teilflächen ausgewiesen. Bei der Neuaufstellung des Landschaftsplaners Sundern wurde das NSG erneut ausgewiesen. Die Fläche des Schutzgebietes wurde deutlich vergrößert und als eine zusammen hängende Fläche ausgewiesen. Das NSG ist umgeben vom Landschaftsschutzgebiet Sundern.

## Schutzzweck
Das NSG soll das Gebiet mit dem dortigen Arten schützen. Wie bei allen Naturschutzgebieten in Deutschland wurde in der Schutzausweisung darauf hingewiesen, dass das Gebiet „wegen der Seltenheit, besonderen Eigenart und Schönheit des Gebietes“ zum Naturschutzgebiet wurde.

## Weblink
- Naturschutzgebiet „Kohlbrüche“ im Fachinformationssystem des Landesamtes für Natur, Umwelt und Klima Nordrhein-Westfalen